# ستيف أندرو
ستيف أندرو (27 يناير 1966 بمرليبون في المملكة المتحدة - ) (بالإنجليزية: Steve Andrew)‏ هو لاعب كريكت بريطاني. لعب مع Hertfordshire County Cricket Club ‏ ونادي مقاطعة ساسكس للكريكت ‏ ونادي مقاطعة هامبشاير للكريكت ‏.

## وصلات خارجية
- ستيف أندرو على موقع إي آس بي آن كريك إنفو (الإنجليزية)